# Willy Schootemeijer
Willy Schootemeijer (* 2. Februar 1897 in Rotterdam; † 11. Mai 1953 ebenda) war ein niederländischer Komponist.
Sein Vater wollte, dass er unbedingt einen kaufmännischen Beruf erlernen sollte. Doch er ging lieber seiner Musik nach und spielte Klavier und Akkordeon. Er musizierte in verschiedenen Unterhaltungs- und Tanzorchestern. Mehr zum Lebensunterhalt schrieb er dann Lieder für Musik-Hall-Revues und Spektakelmusik für diverse Operettengesellschaften in den Niederlanden. Instrumentation für Blasorchester erlernte er bei dem Dirigenten P. Ommes. Sein erster Marsch Groot Rotterdam datiert aus dem Jahr 1929 und ist immer noch beliebt. Insgesamt komponierte er rund 50 Märsche. Den größten Bekanntheitsgrad entwickelte Koning Voetbal (König Fußball), 1934 inspiriert durch ein Länderspiel Niederlande-Belgien, sein Marsch De Rode Duivels (Die roten Teufel), der zum offiziellen Marsch der belgischen Fußballnationalmannschaft erkoren wurde, und sein Tangolied Ik hou van Holland (Ich liebe Holland).
| Personendaten    | Personendaten                          |
| ---------------- | -------------------------------------- |
| NAME             | Schootemeijer, Willy                   |
| KURZBESCHREIBUNG | niederländischer Komponist und Pianist |
| GEBURTSDATUM     | 2. Februar 1897                        |
| GEBURTSORT       | Rotterdam, Niederlande                 |
| STERBEDATUM      | 11. Mai 1953                           |
| STERBEORT        | Rotterdam, Niederlande                 |